# Sid Tepper
Sid Tepper (25 de junio de 1918 - 24 de abril de 2015) fue un compositor estadounidense. Es conocido por sus colaboraciones con el compositor Roy C. Bennett, que generaron varios éxitos para Elvis Presley. Entre 1945 y 1970, Tepper y Bennett publicaron más de 300 canciones.

## Biografía
Cuando era joven, la familia de Tepper se mudó al distrito neoyorquino de Brooklyn, donde Tepper conoció a su futuro colaborador musical, Roy C. Bennett. Su primer éxito fue "Red Roses for a Blue Lady" (1948), grabado por Guy Lombardo and his Royal Canadians. Durante los siguientes 22 años, el equipo de compositores escribió para artistas como Tony Bennett, Rosemary Clooney, Peggy Lee, Frank Sinatra, Sarah Vaughan y Dean Martin entre otros.
Tepper y Bennett se adaptaron bien a la llegada del rock 'n roll a mediados de los años 50. En 1961 su canción "The Young Ones" fue decisiva para impulsar la carrera de Cliff Richard, para quien llegaron a componer 21 canciones. Continuaron escribiendo 43 canciones para Elvis Presley, la mayor cantidad de cualquier compositor o equipo de compositores de los que trabajaron para el artista (todas relacionadas con sus películas). 
En la década de 1970, Tepper sufrió un ataque cardíaco, lo que obligó a poner fin a su colaboración como compositor con Bennett. Tepper se retiró en Surfside (Florida). En 2002, él y Bennett fueron homenajeados en Memphis por su papel en la carrera de Elvis Presley. 
Tepper murió el 24 de abril de 2015, en Miami Beach (Florida), a los 96 años. 